# أستراليا المفتوحة 1994
هنا قائمة ببطولات أستراليا المفتوحة لسنة 1994:

## الكبار

### فردي رجال
بيت سامبراس هزم  تود مارتن, 7-6, 6-4, 6-4

### فردي سيدات
شتيفي غراف هزم  أرانتكسا سانشيز فيكاريو, 6-0, 6-2

### زوجي رجال
جاكو إلتنجه و بول هارهويس هزم  بايرون بلاك و جوناثن ستارك, 6-7, 6-3, 6-4, 6-3

### زوجي سيدات
غيغي فيرنانديز و ناتاليا زفريفا هزم  باتي فينديك و ميرديث ماكغراث, 6-e, 4-6, 6-4

### زوجي مختلط
أندريه أولهوفيسكي و لاريسا سافشينكو نايلاند هزم  هيلينا سوكوفا و تود وودبريدج, 7-5, 6-7, 6-2